# Arisaema tortuosum
Arisaema tortuosum là một loài thực vật có hoa trong họ Ráy (Araceae). Loài này được (Wall.) Schott mô tả khoa học đầu tiên năm 1832.